# Еловый лес

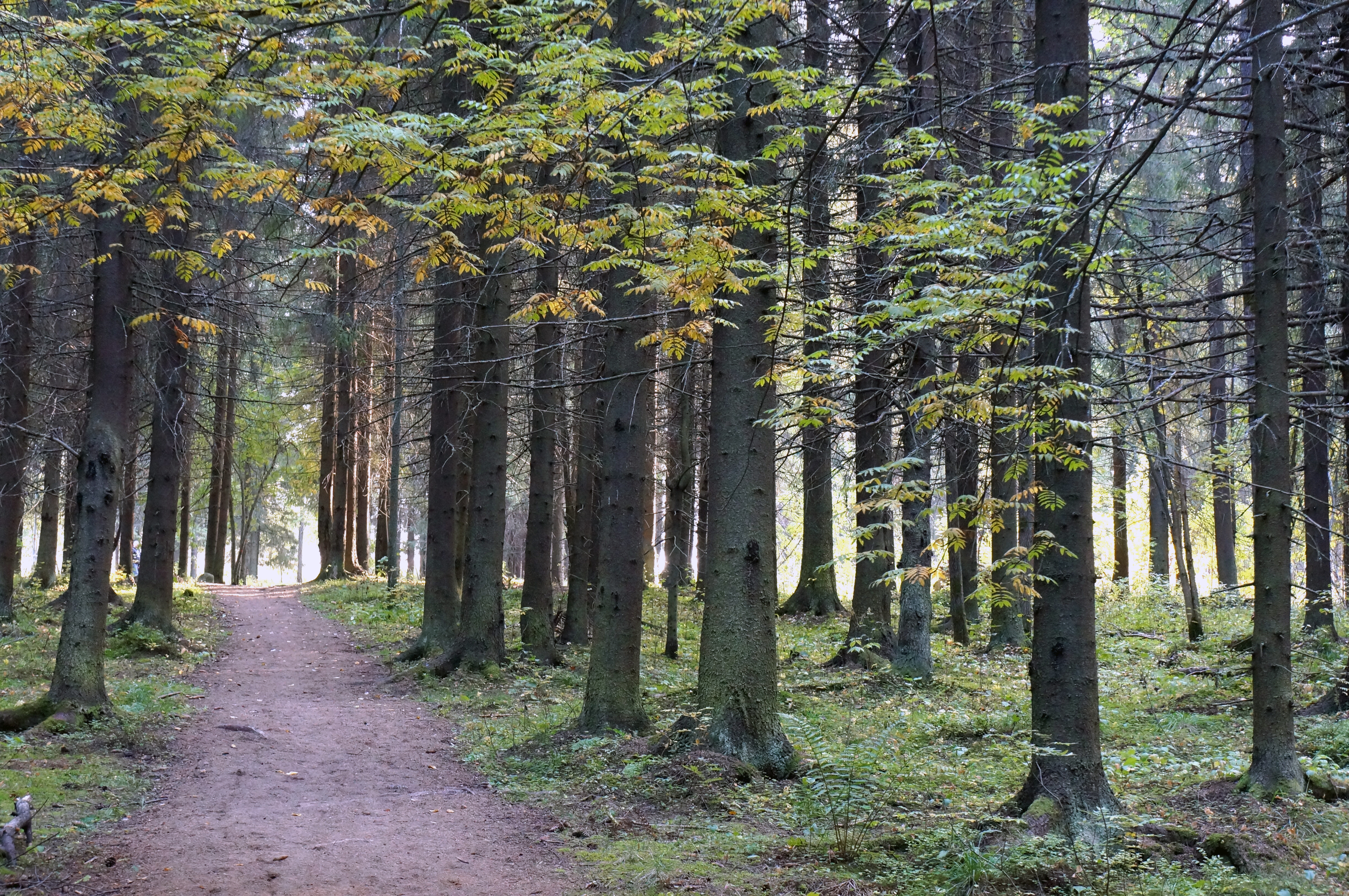
Еловый лес в Карелии

Ело́вый лес, или е́льник — естественный или искусственно насаженный лес, в котором преобладающей породой является ель (Picea). Относится к вечнозелёным темнохвойным лесам; отличается разнообразием типов (ельники-зеленомошники, долгомошники, сфагновые, болотно-травяные и пр.).

## Распространение
Еловые леса распространены в умеренном поясе Северного полушария. Они занимают значительную часть территории Европы, Азии и Северной Америки. На территории Российской Федерации составляют около 11 % общего лесного фонда. По данным «Лесной энциклопедии» (1985), они занимают четвёртое место после лиственничных, сосновых и берёзовых лесов. В западной половине европейской части России преобладает ель обыкновенная (Picea abies), в северных и восточных областях — ель сибирская (Picea obovata), на Дальнем Востоке распространена ель аянская (Picea ajanensis), а также встречаются ель корейская (Picea koraiensis) и ель Глена (Picea glehnii).

## Экология

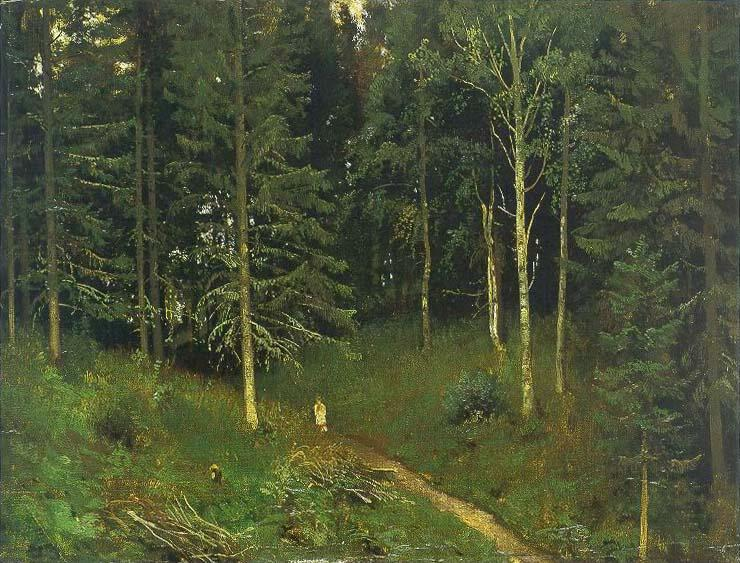
Иван Шишкин. Тропинка в лесу (Еловый лес). 1880

Еловые леса могут расти на разнообразных почвах, но предпочитают супесчаные и легкосуглинистые. Они довольно чувствительны к засухе, но не выносят застойного переувлажнения. Из-за поверхностной корневой системы еловые леса страдают от низовых пожаров и подвержены ветровалу. Ельники естественного происхождения, как правило, разновозрастные: при среднем возрасте в 150—170 лет встречаются деревья, достигающие двухсот- или трёхсотлетнего возраста. Благодаря этому ели успешно конкурируют с другими породами и противостоят неблагоприятным воздействиям внешней среды. Вместе с тем подлесок, как правило, развит слабо из-за нехватки света под пологом леса. Из прочих растений в ельниках обычны черника, брусника, вороника, грушанка, майник, седмичник, плауны, зелёные мхи и пр.

## Типы ельников
Еловые леса отличаются большим разнообразием типов леса. Выделяют ельники зеленомошные, черничные, брусничные, кисличные, травяные, сфагновые и пр. Так, в таёжной зоне преобладает ельник черничный, для богатых суглинков характерен ельник кисличный, а на сырых почвах встречается ельник травяной, оскоовый, сфагновый и долгомошный.
Ель часто образует чистые леса, но ельники могут быть и с примесью других пород. В таёжной зоне спутниками елей часто бывают берёзы, осины и сосны, в зоне смешанных лесов — дубы, липы и осины, в Карпатах и на Кавказе — пихты и буки, на Дальнем Востоке — сосны, ясени и пихты.

## Значение
Еловые леса имеют большое хозяйственное значение, поскольку являются источником сырья для многих отраслей промышленности. Древесина ели используется в строительстве, в целлюлозно-бумажной промышленности, для изготовления музыкальных инструментов и т. д. В ельниках осуществляется сбор грибов, ягод и лекарственных растений. Помимо этого, еловые леса выполняют почвозащитную, водоохранную, оздоровительную и эстетическую функции.